# Naïf Hérin
Pour les articles homonymes, voir Naïf et Hérin (homonymie).
Naïf Hérin, née le 28 octobre 1981, est une chanteuse originaire de la Vallée d'Aoste. Inspirée par le funk, elle écrit et chante des chansons en français et en italien. En 2019, elle change son nom de scène en Dolche.

## Biographie
De son vrai nom Christine Hérin, Naïf Hérin naît à Aoste et grandit à Vignil, un hameau de la commune de Quart. Dans son enfance, elle apprend à jouer du piano, de la guitare et de la basse de façon autodidacte; elle compose également des chansons et de petites compositions instrumentales.
Au début, sa carrière se développe autour du projet « Naïf », un groupe musical fondé par Naïf même avec Simon Riva, et actif au val d'Aoste entre 2002 et 2006 environ, posant les bases du style de Christine. Les Naïfs se produisent dans les pubs et les bars de la région, et enregistrent deux albums principaux sous le label TdEproductionZ. Ils participent aussi à des événements tels que Arezzo Wave, à Arezzo ; Tavagnasco Rock, à Tavagnasco ; la Saison Culturelle, à Aoste ; The Place, à Rome et Rock au Fort, au fort de Tamié (Albertville). Parmi ses premiers prix, elle gagne le festival Relazioni sonore, en 2003 à Padoue, et le festival Giovani espressioni, en 2004 à Novare.
En 2005, le dernier album des Naïfs, intitulé Naïf, est présenté à Aoste à la Saison culturelle. En 2006, Naïf est parmi les 50 artistes italiens sélectionnés pour la finale du festival de Sanremo, section jeunes artistes ; elle gagne le festival rock des JO d'hiver de Turin. La dissolution du groupe en 2006, à la suite de l'abandon du guitariste/flûtiste/harpiste Frédéric Marchetti, signe le début du projet « Naïf Hérin », qui voit Christine et son fiancé Simon Momo Riva avec Neda se déplacer à Milan. À Milan, au jazz club Blue Note, elle se produit en duo avec le saxophoniste Maceo Parker.
En 2006, Naïf prend part au FIMU, à Belfort, et en 2007 elle est remarquée sur son site myspace par Tommy Barbarella, ancien musicien de Prince, qui l'invite à enregistrer des chansons avec Michael Bland et Sonny Thompson à Minneapolis. En 2007, au Lucca Summer Festival, à Lucques, elle ouvre l'exhibition de Lauryn Hill.
En 2008, Naïf participe à la XIIe édition du Rock au Fort, au fort de Tamié (Albertville).
En 2009, après avoir participé aux festivals Musicultura et Semisterio à Macerata, Christine se marie avec Simon Riva, le batteur des Naïfs et du groupe Naïf Hérin. À partir de la fin d'octobre, elle présente et produit une émission radio intitulée « RadioNaïf », entièrement en français, pour la Radio RAI francophone de la Vallée d’Aoste.
En 2010, elle sort son premier album, entièrement en français, intitulé « Faites du bruit », dans lequel elle collabore avec des musiciens tels que Marc Ribot, Greg Boyer et Dr. Fink. Elle propose treize chansons qui vont de la fable sociale contemporaine à la chanson d’amour. Elle donne des concerts à Paris, Bruxelles et Luxembourg, et participe à Taratata. À la fin du mois de janvier, elle se produit à l'Auditorium Parco della Musica à Rome, en duo avec Paola Turci. Elle participe au concert Réservoir Bleu, organisé à Paris par France Bleu.
À la suite du changement de look de 2013, en faveur des dreadlock, elle sort en 2015 un nouvel album, Metamorfosi, presque entièrement en italien, suivant l'exploit francophone de Faites du bruit, dont l'inspiration est tirée de Maria Callas, Joni Mitchell, Wendy & Lisa et Björk.
En 2016 elle commence à faire partie de la bande de la chanteuse italienne Arisa.
Le 12 mai 2017 sort Carbonworks, l'album de Neal Barnard où elle chante les deux piéces Song for an angel et Winged victory.
Elle s'installe aussi à New York et épouse la journaliste italienne Chiara Soldatini. Elle commence aussi un long travail sur son nouvel album Exotic Diorama.
En 2018 sort Chimie Vivante, l'album de Féloche où elle joue la chanson Manjo. Elle participe aussi à la tournée promotionnelle de l'album.
Au début de l'année 2019 elle change son nom de scène, qui devient Dolche.

## Discographie
- Albums